# Байков, Фёдор Исакович
Федор Исакович Байко́в (около 1612—1663 или 1664) — русский государственный деятель и путешественник, дипломат, посол.

## История
В 1654—1657 был направлен царём Алексеем Михайловичем в империю Цин, к императору Шуньчжи, во главе первого официального русского посольства для установления регулярных дипломатических и торговых отношений.
Русское правительство намеревалось с помощью мирных средств остановить цинскую экспансию в районах Приамурья, освоенных русскими. В Москве было известно о столкновениях маньчжуров и русских на Амуре (Албазин), но Байков не имел конкретных поручений об улаживании конфликтов. Поскольку империя Цин рассматривала Россию как потенциального вассала (По китайской системе мировосприятия, воспринятой маньчжурами, включившими Китай в свою империю Цин, все государства вокруг Срединного Государства, под которым понималась тогда эта империя — варвары и вассалы), Байкову было предписано уклониться от исполнения унизительных обрядов, которые могли бы ущемить суверенитет и нанести ущерб престижу России. Он должен был добиваться аудиенции у маньчжурского императора для вручения грамоты и подарков от Алексея Михайловича.
Фёдор Байков и его свита оставили Тобольск осенью 1654. Поднялись по Иртышу до верховьев, прошли вблизи южного берега озера Зайсан, через пустынные пространства Северной Джунгарии, и далее вдоль верховьев Иртыша. Прошли южные пустынные склоны Монгольского Алтая, хребет Гурван-Сайхан и через центральную часть пустыни Гоби к торговому городу Гуйсуй (Хух-Хото), а оттуда уже в 1655 через Калган (Чжанцзякоу) прибыли в Пекин 3 марта 1656. Таким образом Байков пересёк в широтном направлении всю Южную Монголию и Северный Китай.
Цинские чиновники потребовали от Байкова передать им привезённые подарки и грамоту. Байков, отказавшись выполнить это требование, оказался вместе со всей своей свитой изолирован почти на полгода. Всё это время ему угрожали казнью, пытаясь заставить исполнить обряд «коу-тоу» (девятикратное челобитье на коленях), что по китайским понятиям означало бы признание Русским государством верховенства империи Цин. Не добившись своего, власти выслали Байкова 4 сентября 1656 из Пекина.
Составленный со слов Байкова «Статейный список» представляет собой важнейший географический документ, весьма подробный и обстоятельный.

## Память
В честь Ф. И. Байкова названы ковш Байково и посёлок Байково на острове Сахалин (названия присвоены после 1946 г.).